# Myrcia macrocarpa
Myrcia macrocarpa är en myrtenväxtart som beskrevs av Dc.. Myrcia macrocarpa ingår i släktet Myrcia och familjen myrtenväxter. Inga underarter finns listade i Catalogue of Life.